# Germarostes farri
Germarostes farri là một loài bọ cánh cứng trong họ Hybosoridae. Loài này được Howden miêu tả khoa học năm 1970.